# Hrastnik
Hrastnik (in tedesco Eichthal e Hrastingg) è un comune di 10 351 abitanti della Slovenia centrale.
È nota principalmente per l'estrazione del carbone (il giacimento si trova sotto Hrastnik e Trbovlje), e per la manifattura del vetro. Le colline nei paraggi sono chiamate Kum (1220 m), Mrzlica (1122 m) e Kopitnik (910 m). L'area attorno a Kopitnik è protetta come attrazione turistica naturale. Specie come il Gallo cedrone e il camoscio vivono liberi nelle foreste circostanti. I cacciatori locali tengono sotto controllo il numero dei capi. La città ha una sua biblioteca e una scuola. I nomi delle strade sono intitolati a persone famose di Hrastnik (Trg Franca Kozarja - Mercato Franc Kozar). Nel passato, molte famiglie vivevano grazie alla lavorazione del vetro, all'estrazione del carbone e all'industria chimica. Oggi, pur restando gli impieghi nel vetro e nella chimica, molti lavorano nelle città vicine come Trbovlje o Zagorje ob Savi.
| %      | Ripartizione linguistica (gruppi principali) |
| ------ | -------------------------------------------- |
| 3,53%  | madrelingua bosniaca                         |
| 3,05%  | madrelingua croata                           |
| 4,51%  | madrelingua serbo-croata                     |
| 84,10% | madrelingua slovena                          |
| 1,69%  | madrelingua serba                            |